# Мухаммад Тахир Айла
Мухаммад Тахир Айла (род. 1950 или 1951 год) — суданский государственный и политический деятель. Премьер-министр Судана с 23 февраля по 11 апреля 2019 года. Ранее занимал пост губернатора провинции Гезира, начиная с 2015 года.

## Биография
Айла родился в 1950—1951 годах и окончил факультет экономики.
Вскоре после государственного переворота 1989 года он был назначен директором Корпорации морских портов Судана, а затем стал федеральным министром дорог и мостов.
В 2005 году он был назначен губернатором провинции Красное Море.
С 2015 года являлся губернатором провинции Гезира.
В ноябре 2017 года президент Судана Омар аль-Башир предложил Айле свою поддержку на президентских выборах 2020 года, если он будет баллотироваться. В ответ Айла сказал: «Требование народа Гезиры и моё требование — это переизбрание в 2020 году Аль-Башира на третий срок. Это требование всего суданского народа».
23 февраля 2019 года был назначен премьер-министром Судана, после массовых протестов, начавшихся в начале 2019 года и повлекших за собой роспуск президентом правительства. Президент страны Омар Аль-Башир представил назначение нового премьер-министра, как начало реформ. 25 февраля Мухаммад Тахир Айла был приведён к присяге в новой должности.
11 апреля был свергнут вместе с другими членами правительства в ходе военного переворота и помещён под арест.